# Пурпурно сърце
Отличието Пурпурно сърце е учредено от генерал Джордж Вашингтон на 7 август 1782 г. като знак за необикновена смелост и изключителна вярност при военна служба.
Първоначално отличието представлява парче лилав плат под формата на сърце, поръбено със сребърна сърма и се носи на лявата страна на униформата. Счита се, че Джордж Вашингтон е дал само 3 такива отличия.
Отличието е възстановено през 1932 г. в чест на 200-годишнината от рождението на Д. Вашингтон като медал за военнослужещите, получили бойни рани и увреждания по време на службата. Отличието се дава след като кандидатите да го получат подадат молба и доказателства за получените рани. До 1942 г. с такива медали са отличавани само военнослужещи в пехотата, а от 1942 г. се дава и на военнослужещи във флота.
През първите 10 години с медала Пурпурно сърце са отличени 78 000 военни.